# Dammartin-en-Serve
Dammartin-en-Serve é uma comuna francesa na região administrativa da Île-de-France, no departamento de Yvelines. A comuna possui 708 habitantes segundo o censo de 1990.